# 住吉神社 (久喜市)
住吉神社（すみよしじんじゃ）は、埼玉県久喜市の神社。

## 歴史
創建年代は不明である。ただ当地の六万部村が1651年（慶安4年）に上清久村から分村していることから、その頃に創建されたものと推測される。六万部村を開拓した大久保家が、住吉三神を勧請して祀ったのが起源である。本殿には明治初期の神仏分離後も阿弥陀如来像が安置されており、その厨子に「元禄第拾三庚辰年（1700年）」と記されていることからも、江戸時代中期には既に存在していたこと裏付けられる。江戸時代後期の地誌『新編武蔵風土記稿』には「村民持（村民の自主管理）」とあり、別当寺は特になかった。
1872年（明治5年）、近代社格制度に基づく「村社」に列せられた。

## 交通アクセス
- 路線バス谷田向停留所より徒歩7分。